# Санта Кроче (Флоренция)
Вижте пояснителната страница за други значения на Санта Кроче.
Базилика „Санта Кроче“ (на италиански: Santa Croce, Църква на Светия Кръст) е францисканска готическа църква във Флоренция, Италия, известна с фреските на Джото и гробница на много известни личности на Италия. Разположена е в самия център на Флоренция. Тя е една от най-популярните туристически дестинации в града.

## История
Легендата гласи, че църквата е основана от самия Свети Франциск от Асизи. Строителството започва през 1294 г. вероятно по проект на Арнолфо ди Камбио, и се финансира от състоятелните фамилии на Флоренция. През 1442 г. църквата е осветена от папа Евгений IV. Прозорците й са украсени с витражи.
Църквата е построена във формата на египетски Т-образен кръст и е най-големият францискански храм в Италия. През вековете са извършени много промени по нея. През втората половина на 16 век са разрушени много древни нейни части. Фреските на Андреа Орканя са скрити под олтара от творби на Вазари. Стилът на храма е готически и по тази причина той изглежда по-малко масивен от Дуомо (Санта Мария дел Фиоре). Звездата на Давид на фасадата е добавена през XIX век, но тя е и често срещана геометрична форма в Готиката, получена от два преплетени равностранни триъгълника.
Интериорът на църквата е украсен с множество фрески и скулптури на Джото и други знаменити художници и скулптори: Донатело, Антонио Канова, Тадео Гади, Антонио и Бернардо Роселино и много други.
- Ангел с цветя, 14 век (галерия от вътрешността на Санта Кроче)
- Витраж в църквата
- Санта Кроче, олтар

## Санта Кроче катопантеон
В църквата са погребани около 300 знаменити флорентинци – хора на културата, науката и политиката. Типичната конструкция на гробниците в църквата е мраморно ложе с фигура върху саркофага. Съоръжението е увенчано от арка на две колони.
В базиликата се намират много погребални и паметни плочи на известни италианци, сред които:
- Леон Батиста Алберти (архитект, XV век)
- Лоренцо Бартолини (скулптор, XVIII – XIX век)
- Данте Алигиери (поет, XIII – XIV век, погребан в Равена, в базиликата се намира неговия кенотаф, поставен през 1829). Властите в Равена се противопоставят на пренасянето на праха на поета във Флоренция. Една от главните причини е надписът „туск“ (което е част от етруск) на кенотафа (виж снимката).
- Виторио Алфиери (поет и драматург, XVIII в.)
- Галилео Галилей (астроном, математик, XVI век). Галилей е роден в Пиза, но живее през по-голямата част от живота си във Флоренция. Саркофагът е увенчан с фигура на учения и алегорически фигури от геометрията и астрономията.
- Николо Макиавели (мислител, XV – XVI век).
- Микеланджело Буонароти (скулптор, поет, живописец, XV – XVI век) – гробницата е дело на Джорджо Вазари. Микеланджело умира в Рим на 89 г. Над саркофага е поставен бюстът на Микеланджело, в ниската част са разположени 3 алегорически фигури.
- Джоакино Росини (композитор, XIX век)
- Гулиелмо Маркони (лауреат на Нобелова награда 1909 г. за създаването на безжичния телеграф, XIX – XX век)
- Михаил Огински – полски композитор, автор на известната полонеза
- Енрико Ферми – физик, лауреат на Нобелова награда през 1938 г. (в базиликата се намира мемориална плоча).

## Галерия
- Гробницата на Николо Макиавели
- Гробница на Галилео Галилей
- Гробницата на Микеланджело. Бюстът е дело на Джорджо Вазари
- Кенотафът на Данте. Вижда се надписа tvsci – „tuski“ (етруск)